# Iliric

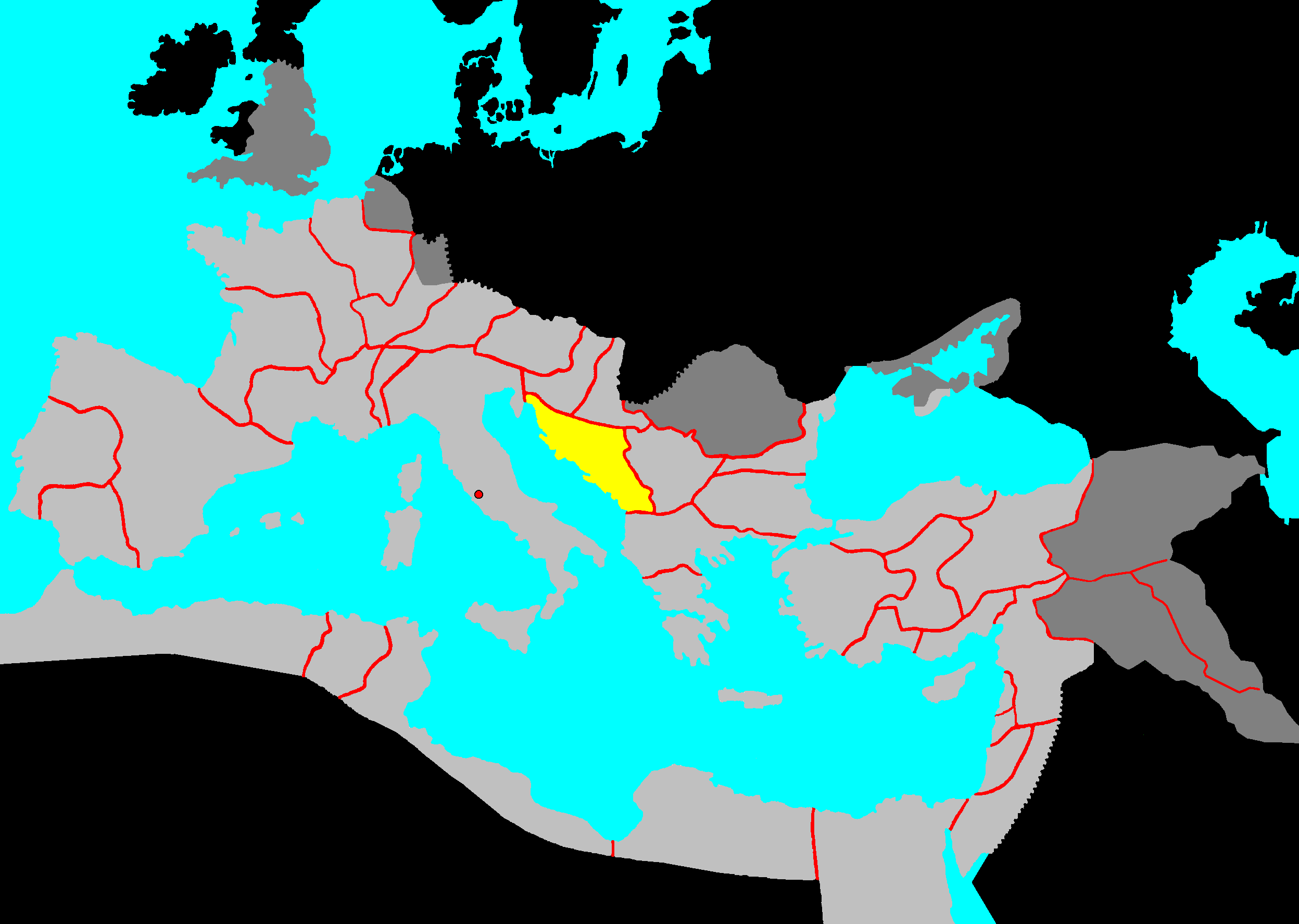
Illyricum

Iliricul (Illyricum) a fost o provincie romană care a existat între 167 î.Hr. și 10 d.Hr., denumită după Illyria. Provincia a fost apoi împărțită între Pannonia în nord și Dalmația în sud.
ILIRICUL INTRE ROMA SI BIZANT
Problema Iliricului nu este o chestiune numai de trecut , pentru că ea constituie totodată și o actualitate pentru continua străduința papala de a-l stăpâni. Pentru a o înțelege mai deplin, e necesară cunoașterea ivirii ierarhiei episcopale bisericești, a încreștinării regiunii precum și a organizării ei locale, ca să le lămurească apoi ciocnirea ce s-a dat pentru Iliric între Roma și Bizanț pentru stăpânirea acestei regiuni.
INCREȘTINAREA REGIUNII ILIRICE
Primii misionari creștini au cutreierat regiunile Iliricului dupa organiyarea centrelor bisericeste de la Tesalonic, Berea și Filipi din partea Sfîntului Apostol Pavel, care prin anii 54-55 și 65-66 a activat însuși în Iliric și poate chiar în regiunea dunăreană, urmîndu-i apoi Andronic. Activitatea creștină trece și în Dacia, dupa cucerirea ei de către Traian în 106. Dar religia lui Iisus are de întâmpinat in Iliric atat vechile religii, cat si represiunile persecutiilor imperiale. Ea totusi sporeste precum ne informeaza Tertulian si Origen, si centre de raspandire cresitna devin in primul rand orasele, intre care de cinste deosebita se bucura Tesalonicul, comunitate crestina apostolica, cu traditia Sf. Apostol Pavel, care i-a adresat chiar doua epistole speciale. 
```
  Spr sfarsitul veacului III I inceputul celui de al IV-lea, sunt cunoscute numeroase sedii episcopale pentru intregul Iliric apusean si rasaritean. In ele se constata insa influenta Rasaritului crestin grecesc, si nicidecum Italiei laitne, precum o constata unii, desii in regiune se vorbeste si latineste si greceste. Argumentul filologic pentru crstinismul daco-valah o marturiseste indeajuns.
```

ORGANIZAREA MITROPOLITANA IN ILIRIC
In existenta autonoma a episcopiilor crestine intervine insa reorganizarea administrativa a imperiului roman prin Diocletian si Constantin cel Mare, ambii originari din Iliric. Imperiul este împărțit in patru prefecturi, care se compuneau din dieceze si acestea din provincii, si anume: Prefectura Orientului cu Egiptul, Siria, Asia Mica si Tracia; Prefectura Iliricului cu diecezele Iliricului Occidental, Dacia( Sardia) si Macedonia cu Ahaia (Tesalonic); Prefectura Italiei cu Italia si Africa si Prefectura Galia cu Galia, Spania si Britania. Personal, aceste prefecturii au fost impartite in anul 310 astfel: Constantin isi lua Galia si Italia, iar Iliricul si Orientul le primea Galeriu , dupa marturia lui Sicard din Cremona, de pe la 1204.
Pentru ca aceasta organizare administrativa politica putea fi favorabila si pentru cea bisericeasca, pentru usurinta circulatiei, si in vederea hirotonirii de episcopi noi, canonul I Apostolic prevazand ca hirotonia unui episcop sa o savarseasca cel putin 2-3, Biserica s-a orientat in organizarea ei locala dupa aceasta organizare politica . si astfel se trece la a doua etapa a organizarii bisericesti, numita mitropolitana cand episcopii provinciilor se aduna in jurul episcopului din Dieceza, numit dupa numele resedintei “metropolis” si el Mitropolit. Acest principiu este apoi confirmat ca norma generala de canonul 4 al Sinodului I Ecumenic din 325, de canonul 9 de la Antiohia din 341, de canonul 32 de la Cartagina din 417 precum de can. 34 Apostolic, care preveda ca episcopii unei natiuni-popor sa-si aleaga dintre ei unul ca protos (mitropolit). Astfel iau fiinta pe rand noile Mitropolii, prin concentrarea in jurul lor a mai multor episcopii-eparhii invecinate .
Aceasta imprejurare constituie un motiv serios pentru unii mitropoliti sa-si largeasca jurisdictia proprie peste eparhii si mai indepartate , fapt la care contribuie si dorinta dupa sporirea prestigiului propriu in dauna altora, sau al orgoliului personal, mai ales ca din 330 se iveste “Roma cea noua” la Bizant –Constantinopole, cu spiritualitate pronuntat crestina si cu supozitia, ca insusi Sf. Apostol Andrei, primul chemat, a fost intemeietorul bisericii din vechiul Bizant. Astfel se vor naste intreceri organizatorice si jurisdictionaleintre Constantinopole de la Apostolul Andrei, Tesalonicul de la Apostolul Pavel si Roma de la Apostolul Petru.
Cinstindu-si patria natala, Nisul din Dacia aureliana, imp. Constantin o lega de Metropola noua a imperiului, dupa ce mitropolitul Protogen din Sardicaindeplinise sarcini in Dacia, Dardania, Calabria si in tarile din jur, iar Mitropolitul din Tesalonic primise jurisdictia peste ambele Scitii. Constantin se invredniceste apoi de epitetul “restitutor Daciarum”, aducand stapanire imperiala iar la Dunare, prin respingerea gotilor. Dar intervine o noua impartire a imperiului, cand Constans, fiul lui Constantin isi lua Italia, Iliricul si Africa pentru sine. Astfel Iliricul ajungea in relatii cu Apusul si de aceea sap area unora, ca sinodul de la Sardica, din 343, tinut impotriva arienilor ar fi fost la frontiera dintre partea lui Constans si a lui Constantiu. Cu aceasta ocazie can. 16 de la Sardica recunoaste, ca Mitropolia Tesalonicului se administreaza autonom-propriu.
In anul 364 are loc o noua impartire a imperiului, intre fiii lui Jovinian, Valentinian I luand Apusul si Valens Rasaritul. Dar impartirea reala are loc abia in 379, fiind confirmata in 395. cu aceasta ocazie Iliricul este definitive scindat in doua, asa ca Iliricul apusean, ci dieceza Panonia, vine inglobat imperiului de Apus si prefecturii Italia, iar Iliricul rasaritean, cu diecezele vechi Dacia si Macedonia de la Sirmiu si pana la Salonic constituie prefectura proprie a Iliricului, cu capitala cand laTesalonic cand la Sirmiu dupa imprejurari, apartinand imperiului de Rasarit. De atunci si regiunea numita Albania  cade definitive in sfera imperiului de Rasarit.
Un element specific pt. viata bisericeasca a Iliricului il prezinta si limba cultului crestin. Fireste ca bazele acestui cult erau grecesti, care s-au impus in teologia rasariteana si in circulatia credinciosilor, din timpul increstinarii, si al traditiilor Pauline pastrate si alimentate ulterior din Ierusalim, Asia mica si apoi chiar de la Bizant. Dar in viata Iliricului a intervenit si latinizarea-romanizarea populatiilor locale traco-ilirice, macar in parte, fapt care apoi a necesitat aducerea in aceste egiuni si a limbii latine crestine, de tipul “italiei” africane, exprimata in limba Latina rustica. E vremea în care chiar Damas I al romei realizeaza inlaturarea limbii grecesti din cultul roman in avantajul celei latine crestine, pe care o sustine ca sa biruie pe deplin si fireste ca despre aceasta au luat cunostinta si romanicii ilirici, in vremea în care exista o comunitate spirituala si intre romanitatea din Sudul si Nordul Dunarii.
Iliricul se bucura insa inca de autonomia bisericeasca a Mitropoliei Tesalonicului, fapt care rezulta din cazul episcopului Bonos de la Nis, acuzat de erezie. Apeland in 391 la sinodul de la Capuadin Italia, apoi la Sf. Ambroziu al Mediolanului cat si la Siriciu al Romei, de fiecare data cazul lui e trimis spre judecare si rejudecare catre sinodul iliric, prezidat de Anisiu al Tesalonicului, ca dovada ca niciun ierarh apusean, fie el chiar si episcope al romei, nu indraznea sa se amestece intr-o chestiune proprie a Mitropoliei Iliricului.
Impartirea finala a imperiului in 395 creeaza imperiul roman de apus cu prefecurile Italia si Galia, cu capitala la Roma mai intai, si imperiul roman de rasarit cu prefecturile Iliricului si Orientului, cu capitala la Constantinopol. Granita dintre ambele imperii este marcata prin cursul meridional al Dunarii pana la Singidun(Belgrad), iar de acolo ea ducea pe o linie dreapta spre litoralul adriatic de la Cattaro. Impartirea aceasta la inceput era menita pentru fii lui Teodosiu cel Mare, dar ea s-a arata a  fi definitiva. In felul acesta, Iliricul intreg de rasarit cu Dacia, Macedonia si celelalte regiuni vecine cadea in lotul lui Arcadie, pentru a impartasii astfel in depanarea veacurilor soarta politica, economia si culturala a imperiului roman de rasarit.

## =ILIRICUL PE VREMEA JUSTINIANEI PRIMA
Imaparatul Justinian isi cinsteste locul de nastere, dispunand prin Novela XI di 15 aprilie 535, creareea Arhiepiscopiei din Justiniana prima. Ea primea Macedonia secunda, Prevalis, Panonia secunda, Mesia superioara, Dacia aureliana si Dardania, cu populatie romana sau romanizata si greceasca, fiind nu numai mitropolie ci si arhiepiscopie, si neavand nimic comun cu episcopul Tesalonicului, care se bucurase de autoritate nu din proprie importanta, ci stand in umbra prefecturii locului. Cu drept cuvant se poate spunce ca Justinean primeste autonomie larga iar salinicul  decade din importanta, imparatului ignorand vreo existenta a lui ca vectoriat in lagatura cu Roma si supunandu-ldin nou patriarhiei constantinopolitane . ahaia si Hellas din vechea prefectura a Iliricului primesc un mitropoli propriu la Corint, dar nu ca vicar roman, cum cred unii, ci fiind in localitate un guvernator propriu bizantin, supus imparatului, Mitropolia Tomsului, se bucura de privilegii bogata; ce priveste Dacia traiana si malvensa, nu se stie daca mai tinea de Salonic ci mai de graba de Constantinopol, pt.ca Sucidava era direct supusa prefectului Gerontie al Constantinopolului. Dar Justineanei par sa fie supuse episcopiile din Ad Mediam si Morisena.
Dar Justinean se poarta diplomatic cu mare atentie fata de drepturile onorifice bisericesti; astfel in 529 el declara biserica din Constantinopul in frunte tuturor celorlalte si episcopul ei patriarh ecumenic, iar in 533 recunoaste pe Agapet al Romei ca sef al tuturor bisericilor (Codex I, 1), dar refuza sa-i supuna noua arhiepiscopie ilirica in 536. in 545 prin Novela 131 din 18 martie dap uteri egale ambilor patriarhi din roma veche si noua, iar in cap. 3 preve aotucefalia deplina a Justineanei Prima cu jurisdictie in Dacia mediteraneana, Dacia ripensa, Prevalis, Dardania, Mesia superioara si Panonia; de acesti episcope sa fie randuit, de propriul lor sinod si in locurile acestea supue lui sa obtina locul ce-l are si sediul apostolic roman dupa cum a hotarat papa Vigiliu.
Acest text este singurul, care ar putea admite o jursdictie romana peste Iliric. De aceea toti istoricii papali il sublineaza pt confirmarea vechei existente a Vicariatului roman si in consecinta Justinean e considerat fiu prea supus a episcopului roman. Problema pare pe deplin lamurita, si inca inca in favoarea tezei romane   fara posibilitatea de contrazicere.
Si totusi nu este chiar asa. Dispozitia este echivoca, pt ca in cazul stabilirii vicariatului roman, faptul trebuia mentionat cu precizie, caci este vorba de o lege. Trebuia revocat edictul din 421 cat sic el din 535 si stabilite principii noi ceea ce insa nu este cazul. Iar cuvantul “obtina” are in textul grecesc sensul e primire echivalenta pe cand interpretarea Latina vrea sa sugereze dependenta de voia episcopului roman; de fapt  consensul lui Vigiliu este formal si autocefalia Justineanei apare evidenta prin dependenta arhiepiscopului de propriul sinpd al Justineanei.
Contra tezei papale mai pledeaza si imprejurarea, ca referatul administrative a lui Hierocle din Synekdemos, vorbreste despre Mesia cu Marcianopole, Scitia cu Tomis, Iliric cu Tesalonic, Dacia cu Sardica, iar in sfera Romei sunt inserate Nouricul, Galia, Hispania, Panonia, Africa, Sicilia, Sardnia si Corsica. E redarea starii cunodcute indeobste pt jurisdictia episcopului roman. 
Virgilius se discredideaza  insa prin oscilatiile sale in privinta celor “ trei capitole “ ale siodului V ecumenic din 553, in cat e respins de episcopii italici si africani, ca si de cei ilirici fapt care ii indeamna pe unii sa creda ca “vicariatul  raman doar onorific” si Justinian il desdauneaza pe Virgiliu prin sanctiunea din 555. el reorganizeaza Italia d.p.d vedere bisericesc si politic, dar fireste, fara vicariadul iliric, în care au avut loc cu aceste imprejurari, schimbari de protos intre Frontinus cu Benenatus, aplecat poliicii acestuia. Era un joc al intereselor locale duse de arhiepiscopii tesalonicieni.  
In realitate sinodul V ecumenic precizeaza, ce pe langa episcopii patriarhi din Roma, Constantinopol, Alexandria, Antiohia si Ierusalim sa se mai numeasca arhiepiscopi si episcopii-mitropoliti din Cipru, Neoiustineana, Iberia, Efes si Tesalonic; primi 8 erau proestosi ai unor beserici autocefale, iar ultimii 2 pt importanta oraselor lor de resedinta.
In regunea ilirica se mentin episcopii la Sirmiu. In aceeasta vreme inceteaza latinitatea ilirica din cauza incetarii latinitatii imperiale care intre 578-602 vine inlocuita cu greaca-bizantina a Bisericii.
Din cauza unor surse apusene, istoricii papali cred in dependenta permanenta a Iliricului de Roma. Astfel primul patriarh roman, care sa intituleaza papa Grgire ce Mare (-604) adreseaza epistole arhiep. Ioan la Justineanei pe ton “dur” pt ca nu vrea sa-I recunoasca drepturile; apoi in 595 il invita pe episcopul din Sardica  sa se supuna Justineanei si in 592 transfera pee p. ioan, fugarit de la Elissus la Squilenza in Italia. Dar in ciuda acestor dovezi ele nu justifica vreo jursdictie locala ci sunt pioni pt jurisdictia uiversala in scopul careia Grigore a scris foarte multe scrisori catre variatii episcopi rasariteni, care nicidecum nu denoda si o jurisdictie peste locul catre episcopul caruia s-a scris epistola. O dovedeste tonul “dur” catre arhiepiscopul Justineanei. De alta parte surprinde lipsa unor scrisor catre vicarul din Tesalonic. Oare a renuntat papa la el in schimbul Justineanei? Sau totl sunt simple pretetii mai ales ca imparatul Mauriciu numea singur pe arhiepiscopul din Justineana. Totul face aprte din critica fata de titlul de patriarh ecumenic a lui Ioan IV pustivul, combatuta de Grigore prin epistole din anii 582 si 595, ca patriarhul sa nu incerce sa-si ia o autoritate suprema individuala asupra Bisericii, pentru ca si papa se supune celor 4 sinoade ecumenice ca si celor 4 Sf. Evanghelii, fiind pericol pt Biserica  daca ar exista un singur episcop universal; de aceea episcopul romei nu isi i-a luat niciodata titlul de ecumenic. Dar acest fapt nu l-a impiedeicat pe Grigore sa nu ceara imparatului bizantin uzurpator Focas  in 602 sa-I acorde acelasi titlu pe care il are si patriarhul ecumenic. El se supune impratului pt ca acesta ar simboliza universalismul crestin .
Dar conflagratia cu vecinii dunareni duce la invazua avara si coborarea in imperiu a slavilor  pana spre Ahaia . iliricul este devastate pana spre Rodope si Tracia incat dispar numeroase sedii episcopale iar Justineana e nimicita in 602, pe cand Salona din Dalmatia in 614. Tesalonicul se mai mentine, si viata Sf. Dimitrie de Tesalonic, scrisa mai apoi de Simeon Matafrastul aminteste inca de prefectura Iliricului si de metropola Tesalonicului, ambele dependente de Bizant . in fata distrugerilor savarsite  de avari, papa Onoriu adreseaza epistole indemnatoare catre episcopii din Epir-Albania. De aceea enciclopedistul din Sevilla(-636) nu mai mentioneaza Iliricul in harta sa desi indica regiunile Panoniei, Istriei, Dalmatiei, Macedonia si Tesalia. Iar in harta geografului anonim de la Ravena (sec. VII) Iliricul e indicat vag intre Dalmatia, Panonia, Mesia si Macedonia, pe cand varianta a doua a hartii lipseste indicatia pt Macedonia si Iliricul este invecinat cu Dalmatia.
Asezarea sarbilor si a croatilor ca oaspeti in imperiul Bizantin in 641, pe linia vechii despartiri intre Iliricul rasaritean si apusean fac ca imparatul Heraclius a ceara pentru ei misionari apuseni nu pentru ca Iliricul ar fi apartinut Romei, ci pentru ca era mai aproape si croatii erau in partea apuseana a Iliricului. Totusi narentanii vor primi misionari greci, iar apoi sarbi vor ajunge in 867 in legatura cu Bizantul pentru ca se aflau in tema tesalonicului, iar croatii vor fi suspusi romei in 881 pt ca erau departe de centrele bizantine si mai aproape de cele latine.